# 대니 코킬
대니 코킬(Danny Corkill, 1974년 3월 8일 ~ )은 미국의 배우이다.
시카고에서 태어났다.

## 영화
- 두 여인 (1986년)
- 다릴 (1985년)
- 소펠 부인 (1984년) - 에디 소펠 역
- 사구 (1984년)
- 알렉스 실종 사건 (1983년)